# Chainaz-les-Frasses
Chainaz-les-Frasses település Franciaországban, Haute-Savoie megyében. Lakosainak száma 708 fő (2022. január 1.). Chainaz-les-Frasses Entrelacs, Saint-Ours, Cusy, Héry-sur-Alby és Saint-Félix községekkel határos.

## Népesség
A település népességének változása:
| Lakosok száma | 621  | 673  | 726  | 728  | 746  | 759  | 763  | 736  | 708  |
|               | 2013 | 2015 | 2016 | 2017 | 2018 | 2019 | 2020 | 2021 | 2022 |